# Апука (село)
Апу́ка — село в Олюторском районе Камчатского края России. Село расположено в устье одноимённой реки, на берегу Берингова моря в северо-восточной части Камчатского края, на территории бывшего Корякского автономного округа.

## Географическое положение
Апука является единственным поселением в составе сельского поселения село Апука. Оно расположено в 1500 км от административного центра края — Петропавловска-Камчатского. Апука расположена на значительно удалённом расстоянии от развитых экономических районов и транспортных путей России и мира.
Село расположено на песчаной косе, отделяющей лиман реки Апука и Олюторский залив.

## История
Апука была основана в 1873 году на территории местного корякского стойбища. На протяжении всей истории село развивалось в основном как центр переработки рыбной промышленности. В селе были созданы портовый пункт и дизельная электростанция. В поздние времена была оборудована вертолётная площадка. В настоящее время село сохраняет свою специализацию, как транспортный узел, центр переработки рыбной продукции и производства электроэнергии.

## Сельское поселение
Статус и границы сельского поселения установлены Законом Корякского автономного округа от 2 декабря 2004 года № 365-ОЗ «О наделении статусом и определении административных центров муниципальных образований Корякского автономного округа».

## Климат
Климат Апуки относится к субарктическому, морскому (умеренно-холодный). Безморозный период длится 130-145 дней. В течение года здесь преобладают ветры северного и северо-западного направления. В Апуке значительное количество осадков, даже в засушливые месяцы часто бывает дождь. Из-за особенности географического положения в Апуке практически постоянно дуют ветра.
Зима в Апуке долгая, но мягкая, средняя январская температура составляет −11 °C, может подниматься до плюсовых значений во время прихода циклонов. Снежный покров маломощный. Погода в зимний период неустойчива и часто меняется. Весна и осень в Апуке короткие, осадков в эти периоды выпадает мало. Преобладающие температуры весной и осенью от -5 °C до +10 °C. Лето прохладное со средними температурами +6...+11 °C, ветреное, с туманами и юго-восточными ветрами.
| Показатель                                              | Янв.  | Фев.  | Март  | Апр.  | Май   | Июнь | Июль | Авг. | Сен. | Окт.  | Нояб. | Дек.  | Год   |
| ------------------------------------------------------- | ----- | ----- | ----- | ----- | ----- | ---- | ---- | ---- | ---- | ----- | ----- | ----- | ----- |
| Абсолютный максимум, °C                                 | 5,0   | 5,1   | 5,2   | 10,5  | 15,7  | 23,0 | 25,3 | 24,6 | 20,2 | 11,9  | 10,0  | 5,2   | 25,3  |
| Средний суточный максимум, °C                           | −6,5  | −8,9  | −7    | −1,3  | 4,5   | 10,5 | 14,4 | 14,7 | 10,5 | 1,7   | −4,6  | −8,1  | 1,4   |
| Средняя температура, °C                                 | −10,5 | −12,8 | −11,2 | −5,6  | 1,0   | 6,2  | 10,2 | 10,6 | 6,7  | −1,8  | −8,3  | −11,9 | −2,3  |
| Средний суточный минимум, °C                            | −14,5 | −16,7 | −15,3 | −9,8  | −2,5  | 1,9  | 6,0  | 6,6  | 2,9  | −5,3  | −12   | −15,7 | −6,1  |
| Абсолютный минимум, °C                                  | −40,1 | −39,9 | −36,6 | −28,9 | −18,1 | −3,6 | 0,3  | −1,3 | −9,5 | −23,6 | −31,7 | −37,3 | −40,1 |
| Норма осадков, мм                                       | 53    | 34    | 37    | 26    | 19    | 28   | 55   | 63   | 43   | 48    | 34    | 34    | 474   |
| Источник: Климат Апуки, Абсолютные минимумы и максимумы |       |       |       |       |       |      |      |      |      |       |       |       |       |

## Население
| 1980 | 1985 | 1990 | 1995 | 2000 | 2003 | 2004 | 2005 | 2006 | 2007 | 2008 | 2009 | 2010 | 2014 |
| ---- | ---- | ---- | ---- | ---- | ---- | ---- | ---- | ---- | ---- | ---- | ---- | ---- | ---- |
| 670  | 774  | 621  | 621  | 424  | 396  | 355  | 349  | 340  | 334  | 324  | 312  | 297  | 264  |

| 2002 | 2010 | 2012 | 2013 | 2014 | 2015 | 2016 |
| ---- | ---- | ---- | ---- | ---- | ---- | ---- |
| 402  | ↘297 | ↘278 | ↘271 | ↘264 | ↗266 | ↘252 |
| 2017 | 2018 | 2019 | 2020 | 2021 |      |      |
| ↘242 | ↘234 | ↘228 | ↘223 | ↗241 |      |      |

В Апуке преобладает славянское население, которое составляет более половины её населения, однако его доля сокращается. Также в Апуке живут коряки и чукчи.